# Косбулак (Сайрамський район)
Косбула́к (каз. Қосбұлақ) — село у складі Сайрамського району Туркестанської області Казахстану. Входить до складу Колкентського сільського округу.
До 2010 року село називалось Пахтазарібдар.
Населення — 3019 осіб (2021; 2247 у 2009, 1749 у 1999, 1271 у 1989).
26 березня 2015 року до села було приєднано територію площею 1,11 км².